# Policyjna opowieść
Policyjna opowieść lub Historia policyjna (tytuł oryg. Ging chat goo si) – hongkońska komedia kryminalna akcji z 1985 roku.

## Fabuła
Jackie Chan wciela się w postać pracującego w Hongkongu policjanta. Podczas pierwszej samodzielnej akcji aresztował on szefa miejscowych handlarzy narkotyków, ale szybko okazuje się, że złapanie go nie jest łatwe. Przestępca sam wnosi oskarżenie przeciwko policjantowi a następnie wrabia go w morderstwo.

## Obsada
Źródło: Filmweb

- Jackie Chan – Kevin Chan
- Brigitte Lin – Selina Fong
- Maggie Cheung – May
- Charlie Cho – John Ko
- Yuen Chor – Tom Ku
- Hark-On Fung – Danny Ko
- Hing Ying Kam – Inspektor
- Ben Lam – Thug
- Kwok-Hung Lam – Raymond
- Chi-Wing Lau – Cheung

## Odbiór
Film zarobił 26 626 760 dolarów hongkońskich w Hongkongu.
W 1986 roku podczas 5. edycji Hong Kong Film Awards zespół Jackie Chan's Martial Art's Group zdobył nagrodę Hong Kong Film Award w kategorii Best Action Choreography, film zdobył nagrodę w kategorii Best Picture. Brigitte Lin, Yiu-Tsou Cheung i Peter Cheung byli nominowani w kategorii Best Actress, Best Cinematography i Best Film Editing. Jackie Chan był nominowany w kategorii Best Actor i Best Director.